# Johanna Borski

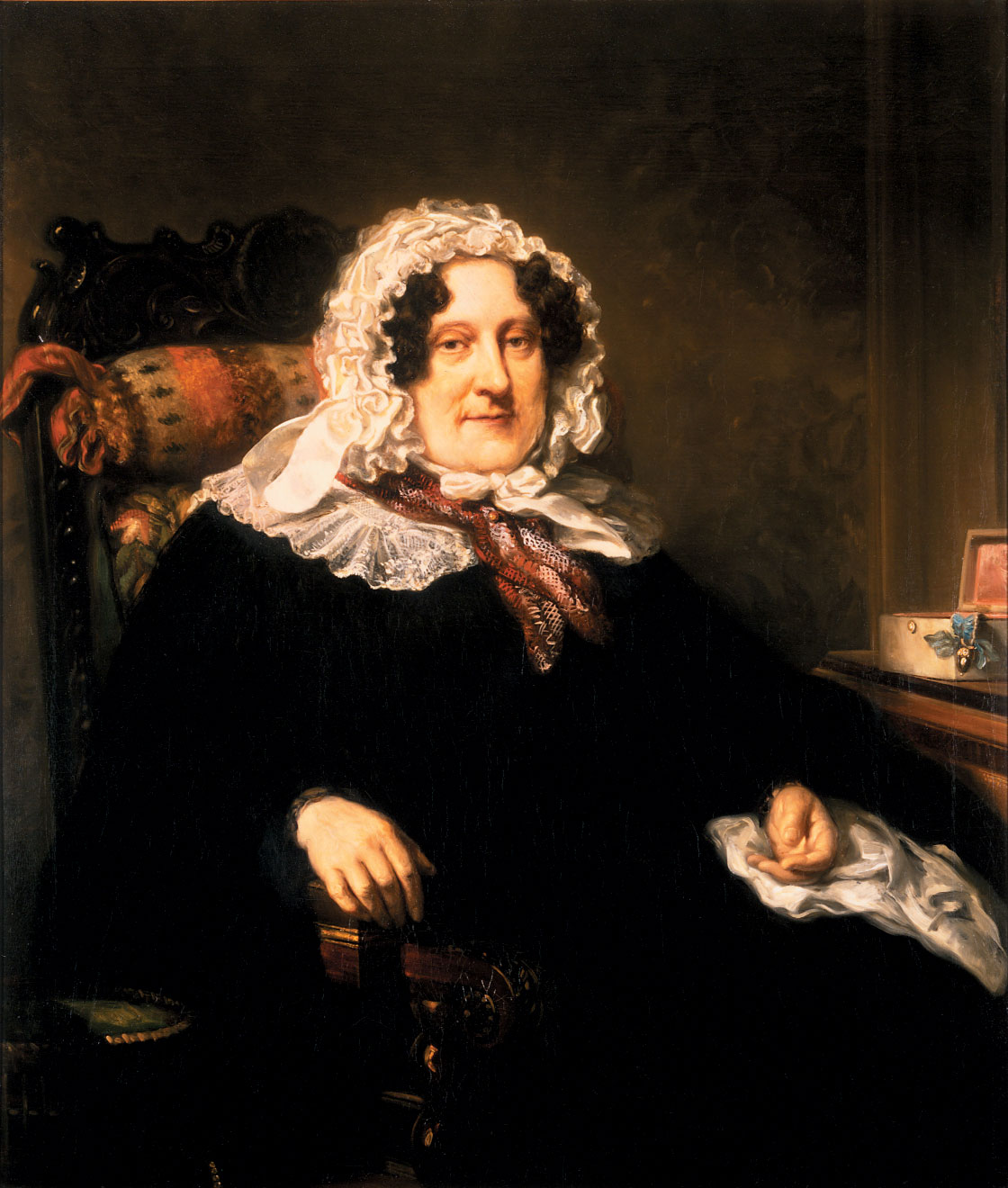
Johanna Borski

Johanna Borski, född 1764, död 1846, var en nederländsk bankir. Hon var gift med bankiren Willem Borski, sin samtids näst rikaste man i Nederländerna, och var efter hans död 1814 direktör för banken "Wed. Borski", en av Nederländernas största banker. Hon räknas jämsides med Catharina Fock som en av få kvinnliga bankirer i Nederländerna före 1900-talet. 